# Corylopsis multiflora
Corylopsis multiflora är en trollhasselart som beskrevs av Henry Fletcher Hance. Corylopsis multiflora ingår i släktet Corylopsis och familjen trollhasselfamiljen. Utöver nominatformen finns också underarten C. m. nivea.